# Meioneta pseudorurestris
Meioneta pseudorurestris är en spindelart som först beskrevs av Jörg Wunderlich 1980.  Meioneta pseudorurestris ingår i släktet Meioneta och familjen täckvävarspindlar. Inga underarter finns listade i Catalogue of Life.